# Kingweston
Kingweston is een civil parish in het bestuurlijke gebied South Somerset, in het Engelse graafschap Somerset met 128 inwoners.

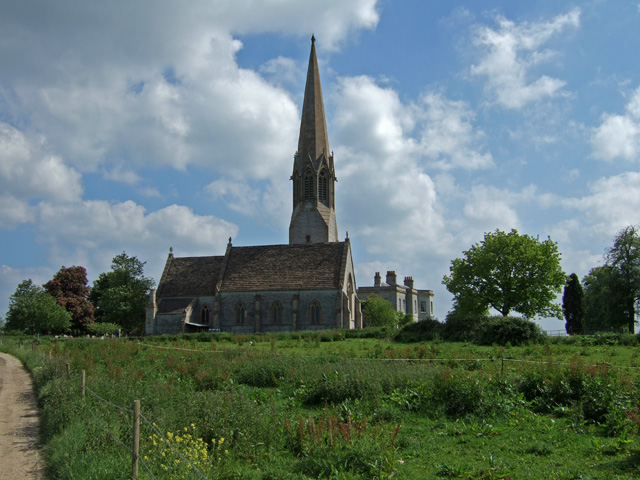
Kerk van Kingweston